# 優木なお
優木 なお（ゆうき なお、1988年9月23日 - ）は、日本のAV女優。JET STREAM所属。YouTuber。

## 略歴・人物
2018年6月、札幌を拠点とするアイドルグループ・札幌零ドル図鑑のメンバー「有希のの（ゆうき のの）」としてモデル・タレント活動を開始。
2018年11月、SODクリエイト専属女優の「優木なお」としてAVデビュー。
2019年2月をもって専属を離れ、以降は企画単体女優となる。
AVデビュー後も札幌零ドル図鑑としての活動を継続している。
2022年12月1日、DMM GAMES「クリムゾン妖魔大戦 新キャラクター声優公開オーディション」にエントリー。

## 作品

### アダルトDVD
- 若き日の潮風の匂いが蘇る。小6の息子を持つ湘南のGカップ若ママ。 優木なお 34歳 AV DEBUT（11月8日、SODクリエイト）
- 若き日の潮風の匂いが蘇る。小6の息子を持つ湘南のGカップ若ママ。 優木なお 34歳 第2章 終わらない連続SEXで1年半ぶりの追い討ち絶頂体験 8時間後「まだ物足りない…」旦那と子供が寝ている家を抜け出して夜這いおかわり5P不倫（12月6日、SODクリエイト）

- 若き日の潮風の匂いが蘇る。小6の息子を持つ湘南のGカップ若ママ。 優木なお 34歳 第3章 旦那よりも10歳以上若い精力旺盛チ○ポを初挿入でドハマリ!自ら跨り、腰ふり、射精しても止まらないおかわり騎乗位で連続発射 ママイキ狂い!「まだ抜いちゃダメ!」（1月10日、SODクリエイト）
- 若き日の潮風の匂いが蘇る。小6の息子を持つ湘南のGカップ若ママ。 優木なお 34歳 最終章 「旦那にバレてしまいました…」12年間住んできたマイホームを飛び出し湯けむり不倫逃避行 「もうどうなってもかまわない…」妊娠覚悟 旦那と息子も忘れて12年ぶりの中出し了承（2月21日、SODクリエイト）
- あなた、許して…。 －女の味－（4月7日、アタッカーズ）
- 蔵出し 新婚妻いらっしゃーいSP マジックミラー壁チ○ポ号 3 シコってしゃぶって!新妻なら夫チン当ててみてゲーム 4本の壁チ○ポから旦那のチ○ポを当てたら賞金!ハズレたら寝取り中出し罰ゲーム!!（6月6日、ROCKET）
- この世は男と女だけ 舐め好き親父と欲求不満な嫁（7月11日、タカラ映像）
- パパ活巨乳女子大生 マッチングアプリで出会ったおっさんのチ●ポでそのムチムチボディを弄ばれてイキ狂い!!! なおさん(Gカップ)（7月27日、JUMP）
- 「早く塾にいかないと怒られちゃう…おばさん助けて!」 手錠の鍵をチ●ポに縛られ身動きできない息子の友達を発見した母親は勃起チ●ポと滴り落ちるガマン汁に発情してしまう! 4（8月7日、ヴィーナス）
- 「わたし主人以外ほとんど経験ないんです」貞操を守り続けたレア妻が本気の不倫! 密着セックス 4（8月10日、ブリット）※「坂本ゆうこ」名義
- 愛妻が寝とられるか検証するために 妻をヌードモデルにさせました（8月25日、ながえスタイル）
- 下乳誘惑 2 友達の姉を性的な目で見ていたら視線に気付かれてしまい謝ろうとしたら逆に微笑みながら下乳色仕掛けで誘惑されて…（9月20日、DOC）
- 少女たちのイケないお遊戯 「こんなにオチ○チン大きくなってるよ 4」 10名収録（928日、JUMP）
- 『お父さん、エッチってなに?』と無邪気な娘の質問に、俺は真面目に答えようと奮起しすぎて勃起。それを興味津々で弄り倒す娘にたまらず射精したら、おいしそうにゴックンまでされてしまった件。（10月4日、NON）
- 隣人の激しい夫婦喧嘩で目覚めた朝。ドアを開けると玄関前には放心状態の奥さん。優しく自宅に招き入れケアした僕は午前8時30分過ぎにはセックスしていた。（10月11日、ヒメゴト）
- マジックミラー号 あなたより欲求不満でお悩みのママ友を紹介してください 発情した人妻が久々の勃起チ○ポに触れて淫乱大開放! 4P ゴックン ぶっかけ 中出し乱交SEX（10月24日、SODクリエイト）※「美穂」名義
- 公式サイト 女男女@gyaku_3p.com 2 やっぱ逆3Pだな!（11月1日、ワープエンタテインメント）
- 潜入! メス獣 ナイトサファリ ―男性器をヴァギナで喰らうケモノに襲われる恐怖パニック映像―（11月7日、SODクリエイト）
- 過保護で独占欲が強く未だに子離れの出来ない母さんが僕だけに送る特別な視線（11月8日、ヒメゴト）
- 120%リアルガチ軟派伝説 vol.78 in 湘南（11月15日、プレステージ）
- 顔出し解禁!! マジックミラー便 全員38歳over! 年齢を感じさせない美しい人妻さん 初めての公開ディープキス編 vol.05 若い男子との濃厚接吻で久しぶりに熱くトロけてしまったオマ○コは青年の硬いデカチ○ポが欲しくてたまらない! in白金&恵比寿 10人全員SEXスペシャル!!（11月19日、ディープス）
- 地方局女子アナ ガチナンパ 生放送後に奇跡のAV出演→包茎男子と生中出しSEX（11月22日、赤面女子）
- シロウト女子個人撮影ハメ撮り日記(双方合意の上でハメてます) 小麦色のドスケベな浪費家奥さま なおさんGかっぷ（11月23日、シャーク）
- 犬嗅ぎ美魔女 5 美熟女のクサい体 編（11月29日、フェ血ス）
- 欲求不満なワケあり人妻さん大集合!! 旦那より大きな馬並み巨大勃起チ●ポ見せつけチャレンジ! 赤面恥じらいが止まらないセックスレス発情奥様! ぐちょ濡れオマ●コに素股プレイ中ヌルっと生挿入! 「私…デカチンが好き!」 女として生まれて初めての感動SEX体験SPECIAL Vol.002（12月13日、S級素人）
- 男の臭い匂いで変態スイッチの入る母さん、とうとう大人になった僕の匂いで発情し、僕のカラダを弄ぶ。僕はされるがまま母さん専用バイブに堕ちてしまった。（12月27日、NON）

- おばさん! おち○ぽシゴいて下さい! 男のセンズリに欲情する熟女の性 7（1月10日、ブリット）
- いつも見かける乳酸菌飲料訪問販売ママさんと滅茶苦茶セックスした。 Vol.001（1月17日、BAZOOKA）
- 愛する妻が見知らぬ男に抱かれる姿が見たい! 他人棒で淫乱覚醒する美人妻、乱交中出しで卑猥によがる絶頂SEX!（2月1日、美人魔女）
- ミスターミチル5周年記念専属女優オーディション Vol.2（2月6日、Mr.michiru）
- 隣の団地妻（2月20日、スターパラダイス）
- 巨乳でエッチなお母さんメイドは好きですか? Vol.001（3月6日、ONEZ）
- なんと憧れの美人OLとホテルで相部屋に（4月20日、スターパラダイス）
- ぶっかけられたい隣の巨乳妻（4月23日、ヒビノ）
- 乳首いじりが日常生活に溶け込んだ世界で、いじられていることには気付かないまま乳首を固く勃起させ、乳首イキすらしてしまう日常的敏感乳首生活（5月1日、OFFICE K'S）
- 生まれて初めての止まらない乳首イキ体験で、ご無沙汰な奥様たちの子宮がとろける性感乳首開発オイルマッサージ（5月1日、五十路ん）
- 素人妻センズリ鑑賞 ちっちゃいチ●ポコを優しく褒めて可愛がってくださる母性の強い奥様たち（5月1日、五十路ん）
- 美女たちの足裏をふやけるまで舐めたい!（6月11日、レイディックス）
- 自画撮り 人妻かたりかけ 発狂 潮塗れオナニー（6月15日、ロータス）
- 人妻デリヘルを呼んだら、まさかのオンナ上司 そのとき、OLデリ嬢の取った行動は（6月20日、スターパラダイス）
- 巨乳妻ナンパ中出し 媚薬発狂 潮吹きアクメ（8月15日、ロータス）
- 窒息!人妻肉便器 ドマゾな変態妻を追撃ファック（8月19日、ドグマ）
- ぶっといの入れて! ドマゾ人妻の猥褻セックス（9月10日、センタービレッジ）
- ヤリマン奥様数珠繋ぎ! あなたよりエロいママ友達を紹介して下さい! 4 〜全員37歳 OVER・セックス黄金期!〜（9月25日、クリスタル映像）
- マンスジ前貼りお漏らし（11月12日、レイディックス）
- 完全撮りおろし 乳首でイク女たち オーディション参加者15人! 寄りと引きの固定カメラで乳首イキを完全収録 乳首フェチがオナニーするための動画＋逆乳首攻めで男もイカす15人分（11月12日、Mr.michiru）
- 杭打ちピストン騎乗位 5（12月25日、アロマ企画）

- 敏感アクメ絶倫乳首レズ（1月1日、ゑびすさん）
- 可愛いエロ熟女 優木なおの完全主観オナニーサポート キン○マ空っぽになるまでオナニーさせてあげる!!（1月19日、アロマ企画）
- 濃厚な口臭嗅ぎ鼻舐めレズ（1月19日、ゑびすさん）
- 勃起乳首調教オナニー（2月1日、ゑびすさん）
- 蒸れたパンスト足舐めレズ（2月1日、ゑびすさん）
- 超勃起、つねりイキ乳首舐めレズ（3月1日、ゑびすさん）
- 野外レイプ 人里離れた山奥でサイコパス強姦魔に襲われ、泣き叫ぶ声も虚しく無惨に犯された人妻たち（4月25日、グローバルメディアエンタテインメント）※オムニバス作品
- 双頭ディルドレズビアン（5月1日、ゑびすさん）※オムニバス作品
- 【初黒人解禁作品!!】 黒人巨大マラ 犯された日本人熟女 壊れていく夫婦関係… 不況下で働く人妻に襲いかかる 陵辱4P輪姦（6月25日、グローバルメディアエンタテインメント）
- 団地妻 欲求不満な美肉体180分（7月20日、STAR PARADISE）※オムニバス作品
- ヤリマン奥様数珠繋ぎ! あなたよりエロいママ友達を紹介して下さい! 6（8月25日、クリスタル映像）※オムニバス作品
- 居酒屋で憧れの人妻女上司と2人きりで飲んでたら酔ったみたいなのでどさくさまぎれにキスをしたら…（8月27日、グラフィティジャパン）※オムニバス作品
- 誰にも言えない… 娘の夫に無理やり抱かれたなんて… 5（9月27日、グラフィティジャパン）※オムニバス作品
- 絶望の地下室（10月5日、アタッカーズ）
- 痴女レズに見つめられながらベロキスで迫られる僕（11月16日、ゑびすさん）※オムニバス作品
- 15人の淫乱メガネオナニスト! ～知的な淫乱オナニストが激イキオナニーで乱れまくる!（12月14日、セレブの友）※オムニバス作品

### VR
2019年
- 巨乳の不倫相手と何度もヤリまくり（11月26日、KMPVR-bibi-）

2020年
- 乳首責めVR（1月17日、KMPVR）
- 顔射VR（1月18日、KMPVR）
- 爆乳を楽しむVR 国宝おっぱい8名（2月25日、KMPVR）

### ネット配信
2019年
- 【初撮り】ネットでAV応募→AV体験撮影 953 エッチな化粧品訪問販売員がAV初撮影!お客さんとセックスしちゃう性に貪欲すぎるお姉さんがカメラの前でヨガリイキ!!!（5月5日、シロウトTV）※「なお」名義
- ラグジュTV 1135 「私のチカラで気持ち良くなって欲しいです…」ほんのり痴女に憧れる小悪魔系アロマセラピスト!しかし責め上手な男優を前につい体を委ねてしまい…巨乳を揺らしまくってイキ乱れる!（7月29日、ラグジュTV）※「敦子」名義
- 坂本ゆうこ（9月4日、おしゃぶりクッキング）※「坂本ゆうこ」名義
- なお&りょう（10月15日、逆3Pっていいですね）※「なお」名義
- 【配信専用】射精が止まらない! 柔らか巨乳おっぱい濃厚美女パイズリ! 5（11月15日、ふぇち党）
- なお（12月30日、おっぱい素人#3150）※「なお」名義

2020年
- なお（1月31日、THE WORLD）※「なお」名義
- 某SNSでエロ自撮りをアップしている裏垢女子はオフパコ大好きな生粋の淫乱娘!カメラ目線でねっとりイキ狂い絶頂オナニー!ニッコリ精液中出し受け入れww（3月13日、黒船）※「なつき」名義
- けいこ（7月25日、ION ￥援女パコパコ￥）※「けいこ」名義
- ナンパして話を聞くと昔はヤンチャしていたと自分から武勇伝を語るちょっと派手目の女は簡単にヤレるのか?説（10月2日、むちゃぶりTV）

### イメージDVD
- Nao 包み込んであげる…（2019年3月7日、REbecca）
- 放課後の秘密 揺れる百合のあやまち（2020年3月28日、CRANE）
- キミの方が好きだけど（2020年10月23日、Superlative）
- Fetish（2021年3月26日、スパークビジョン）

### 写真集
- Bare Smile（2020年10月26日、ジーウォーク、撮影:14y.ムラミツ）ISBN 978-4867170878

## 出演

### テレビ
- ビ〜チ9（2020年10月、テレビ埼玉） - マンスリーゲスト[7]
- みひろのギリコン #1,#2（2020年10月29日,11月12日、刺激ストロングチャンネル）[8]

### 映画
- 密着巨乳姉妹 おっぱいは知っている（2024年11月29日、オーピー映画）- 満里奈 役[9]

### YouTube
- 朝までピザラ人狼（2021年1月6日、オーイシ加藤のピザラジオ）[10]

## 掲載

### 雑誌
- 週刊実話 2019年3月7日号（日本ジャーナル出版） - 袋とじ「道産娘ナンパ ヌード撮影」※「有希のの」名義[11]
- 週刊アサヒ芸能 2019年5月16日号（徳間書店） - グラビア「オッパイはいかがですか?」[12]